# Boreel

Wappen der Boreel

Die Boreel sind ein niederländisches Adels- und Patriziergeschlecht italienischen Ursprungs.

## Chronik
Der Name Boreel ist von der Berufsbezeichnung Borelli, Henker, abgeleitet. Pietro Borelli wohnte Ende des 14. Jahrhunderts in Ferrara; sein Sohn erschien im Jahre 1402 als Tafelhalter in Westflandern. Seine Nachkommen übersiedelten nach Middelburg und Amsterdam, wo sie als Kaufleute tätig wurden. Im Laufe des 16. Jahrhunderts entwickelte die Familie Boreel großen Einfluss in der Stadt Middelburg, in der Amsterdamer Stadtregierung und als hohe Politiker und Landeskommissäre. Erste Adelsernennungen waren im Jahre 1619 zum englischen Ritter sowie im Jahre 1645 zum Baronet. Im Jahre 1663 erhob der englische Lordprotektor Oliver Cromwell die Boreels zu Peers von England und dadurch zu Baronen. Im Jahre 1814 erfolgte mit dem Adelsprädikat Jonkheer die Einführung in den neuen niederländischen Adel und in die holländische Ritterschaft.

## Protagonisten
- Jacob Boreel (1552–1636), Bürgermeister von Middelburg, Politiker
- Johan Boreel (1577–1629), Pensionär von Middelburg, Ratspensionär von Zeeland, Gelehrter, Namensgeber des Codex Boreelianus[1]
- Adam Boreel (1603–1666), Theologe und Gelehrter
- Johan Boreel (1621–1673), Bürgermeister von Middelburg, Militär, Diplomat
- Johan Boreel (1627–1691), Ritter-Baronet, Baron von Vremdijke, vrijheer von Duynbeke, Westhoven, Steeland, Politiker, Hofmarschall der Oranier
- Jacob Boreel (1630–1697), in der Amsterdamer Stadtregierung sowie als niederländischer Diplomat und Gesandter tätig
- Jacob Boreel (1711–1778), in der Amsterdamer Stadtregierung und als niederländischer Gesandter und Diplomat tätig
- Willem Boreel (Diplomat, 1591) (1591–1668), niederländischer Diplomat und Politiker
- Willem Boreel (Diplomat, 1675) (1675–1727), niederländischer Beamter und Diplomat
- Willem Boreel van Hogelanden (1800–1883), niederländischer Politiker
- Willem François Boreel (1775–1851), niederländischer General